# Brevipalpus pseudostriatus
Brevipalpus pseudostriatus är en spindeldjursart som beskrevs av Ochoa och Salas 1989. Brevipalpus pseudostriatus ingår i släktet Brevipalpus och familjen Tenuipalpidae. Inga underarter finns listade.